# اتین بزو
اتین بزو (به فرانسوی: Étienne Bézout) (زاده ۳۱ مارس ۱۷۳۰ در نمورس - درگذشته ۲۷ سپتامبر ۱۷۸۳ در باسس لوگس) ریاضیدان فرانسوی بود. او بیشتر به دلیل قضیه ای در نظریه اعداد که به نام خود او قضیه بزو نامیده شده‌است نامدار است.

## زندگینامه و آثار
پدرش شهردار نمورس بود و برای او هم خواب شغلی دولتی دیده بود. اما درس‌های لئونارد اویلر بزو را شیفته ریاضیات ساخت و پس از چاپ چند مقاله در آکادمی علوم و نیز در اداره سانسور به کار مشغول شد. در سال ۱۷۶۳ به عنوان ممتحن در نیروی دریایی گماشته شد و در اینجا نخستین کتاب درسی اش به نام درسی در «ریاضیات برای نیروی دریایی» را در ۴ جلد نوشت و پس از آن یک کتاب شش جلدی دیگر به نام «درس کامل ریاضیات برای نیروی دریایی و توپخانه» نوشت چرا که در ۱۷۶۸ به همان سمت در توپخانه منصوب شده بود. هر دو کتاب بنا بر کاربردشان برای خوانندگان با دانش ریاضی پایین نوشته شده بودند. بزو افزون بر نوشتن مقاله‌های فراوان کتابی با نام «نظریه عمومی معادله‌های جبری» در پاریس به سال ۱۷۷۹ منتشر کرد که در زمان خودش کتاب بسیار نویی بود و برای نمونه مطالب نویی همچون دترمینان، برآیندها، نظریه حذف و تابع‌های متقارن از ریشه‌های معادلات را بحث می‌کرد. قضیه بزو نخستین بار در همین کتاب به چاپ رسید. بزو همچنین برای نخستین بار از دترمینان‌ها در مقاله‌اش «تاریخ آکادمی پادشاهی» در سال ۱۷۶۴ بهره برد. البته این کتاب حالت کلی دترمینان را پوشش نمی‌دهد.